# A Nagy Túra (Lost)
2004. október 13-án került először adásba az amerikai ABC csatornán a sorozat 4. részeként. David Fury írta, és Jack Bender rendezte. Az epizód középpontjában John Locke áll.

## Ismertető
|  | Alább a cselekmény részletei következnek! |

### Visszaemlékezések
Locke a munkahelyén dolgozik, amikor felhívja egy férfi, és „Locke ezredes”-nek szólítja. Locke felismeri a férfi hangját, és azt mondja neki, találkozzanak „ezerháromszáz órakor” (13:00) a szokásos helyen. Miután befejezi a telefonálást, a munkaadója, Randy, odamegy hozzá és elégedetlenkedik a munkájával. Mielőtt elmegy, bevallja, hogy lehallgatta az iménti telefonbeszélgetését, és gúnyosan ezredesnek szólítja.
Ebédszünetben, Locke egy stratégiai táblajátékot játszik a férfivel, aki felhívta. Randy odamegy hozzá és bevallja, hogy elolvasta a prospektust, ami Locke asztalán volt. Egy „Nagy Túra” nevű spirituális-vadászgatós kalandról szól, amit Ausztráliában rendeznek meg. Locke ide szándékozik elutazni a szabadsága alatt. Randy kineveti Locke-ot, mert nem hiszi hogy képes lenne végigcsinálni a túrát. „Ne mondd meg mit nem tehetek” – mondja Randy-nek Locke.
Locke felhív egy Helen nevű nőt és beszél neki a „Nagy Túráról”. Elmondja, hogy sokat jelent neki a közösen eltöltött idő, és arra kéri, tartson vele Ausztráliába. Helen nem akar elutazni Locke-kel. Azt mondja, nem szabadna találkoznia az ügyfeleivel. Locke elkeseredettségére, Helen lerakja a kagylót.
Ausztráliában, Locke teljesen felkészülve várja a túrát. Az utazás szervezője azonban nem engedi meg neki, hogy velük tartson, mert az állapota miatt nem lesz képes helytállni. Ugyanis Locke szándékosan elhallgatta a jelentkezésnél, hogy tolószékben ül. A férfi otthagyja Locke-ot az irodában, felszáll a túra buszra, és útnak indulnak. Locke dühösen utánakiáltja többször is, „Ne mondja meg mit nem tehetek”.
Az Oceanic 815-ös járatának lezuhanása után Locke a tengerparton tér magához, miközben Shannon és más túlélők a baleset utáni sokk miatt egyfolytában sikoltoznak. Észreveszi, hogy újra tudja mozgatni a lábát; ismét képes járni. Miután feltápászkodik, odaszalad Jackhez, hogy segítsen neki a sérült túlélők megmentésében. 

### Valós idejű történések (4-5. nap)
Egyik éjjel a tengerparton, Vincent folytonos ugatásával felébreszti a túlélőket. Nem tudják mi baja van, mígnem csörömpölés hallatszódik a géptörzs roncsából. Jack és más túlélők óvatosan odamennek, hogy megnézzék, mi van ott. Valamiféle vadállatok lehetnek, de a sötétben nem látják, hogy pontosan mik azok. Sawyer rájuk világít a zseblámpájával, mire megvadulnak, és előrohannak a géptörzsből. A túlélők futásnak erednek. Senki sem tudja, mi elől is menekülnek, mindaddig, amíg Locke ki nem jelenti: vaddisznók.
Jack szerint a vaddisznók élelem reményében mentek a géptörzshöz, éppen ezért, mielőbb el kell égetni a roncsot, mielőtt a benne lévő holttestek is táplálékukká válnak. Úgy határoz, hogy másnap éjjel fogják meggyújtani a roncsot, így legalább meg lesz az esélye annak is, hogy a mentőcsapatok észreveszik a tüzet.
Reggel, Kate összefut Sayid-dal, aki antennákat készít, hogy „beháromszögelhessék” a francia nő segélykérő adásának forrását. Kate felajánlja, hogy segít neki. Eközben, Hurley és Sawyer az utolsó csomag mogyorón veszekednek, ugyanis minden más élelem már elfogyott. A túlélők kétségbe esnek, hogy mit fognak enni, de Sayid nyugodt marad, hiszen a szigeten bőségesen vannak élelemforrások. Sawyer zsörtölődni kezd Sayid higgadtsága miatt, mikor hirtelen egy kés szúródik a Sawyer arca melletti fémlemezbe. Mindenki Locke-ra néz, hisz ő dobta el a kést. Locke elmondja a tervét, miszerint két túlélő segítségével felkutatja az anyadisznót, és levadássza. Miután Jack és a többi túlélő is helyesli az ötletet, Locke kinyitja a táskáját, ami tele van vadászkésekkel. „Ki ez a fickó?” – kérdezi Michael.
Kate és Michael úgy dönt, hogy Locke-kal tartanak a vadászatra. Kate valójában azért akar velük menni, hogy elhelyezze egy fa tetején Sayid egyik antennáját. Michael megkéri Sunt, hogy vigyázzon Waltra. S bár nem beszél angolul, rögtön megérti, Michael mit kér tőle. Eközben a part egy másik részén, Claire megkéri Jacket, hogy a géptörzs elégetésnél mondjon egy búcsúbeszédet. Jack átengedi a feladatot Claire-nek.
Boone felhívja Shannon figyelmét Rose-ra, aki egész nap egy helyben üldögél, és nem eszik és iszik, mert siratja az elvesztett férjét. Shannont nem igen érdekli Rose, mire Boone vitatkozni kezd vele. Azt mondja neki, hogy még ennivalót sem képes szerezni magának. Shannon be akarja bizonyítani bátyjának, hogy nincs igaza, ezért megkéri Charliet, hogy fogjon neki halat. Boone pedig arra kéri Jacket, beszéljen Rose-zal. Jack odamegy hozzá, de mert nem hajlandó beszélni, csöndben üldögélnek egy ideig.
A dzsungelben, Locke rátalál a vaddisznó pihenőhelyére. Csöndre inti Michaelt és Kate-et, majd karjelzésekkel tájékoztatja őket teendőjükről. Michael hangosan odaszól Locke-nak, hogy ne jelezgessen ennyit, mire a vaddisznó előront a bokrok közül és megsebesíti Michaelt. Locke úgy dönt, hogy amíg Kate visszasegíti Michaelt a táborba, levadássza a vaddisznót. Kate szerint Locke képtelen egyedül megölni a vadat, de John hajthatatlan. „Ne mondd meg mit nem tehetek” – mondja Katenek, mielőtt elmegy.
Miközben Charlie Hurley segítségével halat próbál fogni, Claire odaad Sayidnak egy borítékot, amire rá van írva a neve. Sayid egy fiatal iraki nő (Nadia) képeit veszi ki belőle. Egy kicsivel arrébb, Rose végre beszélgetni kezd Jack-kel.
Kate és Michael megállnak pihenni visszaútjuk közben. Kate fölmászik egy fára, hogy elhelyezze az antennát. Ám még mielőtt végezhetne, „a Szörny” hangját hallja a távolból, s ijedtében leejti az antennát, ami menten össze is törik. Látja, hogy „a Szörny” pont arrafelé megy, amerre Locke van.
Sawyer átad Claire-nek néhány naplót és dokumentumot, amit felhasználhat a búcsúbeszédénél. Michael és kate visszatér a táborba. Charlie is visszatér a halászatból, és átnyújtja Shannonnak a halat, amit nagy nehezen elfogott. Azonban hamar rájön, hogy Shannon csak kihasználta; csupán egy eszköz volt egy testvérpár versengésében.
Rose elmondja Jacknek, hogy egészen biztos benne, hogy a férje életben van, és hogy a repülőgép farokrészének is vannak túlélői. Jack ezt erősen kétli. Épp indulnának vissza a táborhelyükre, amikor Jack egy öltönyös férfit lát álldogálni vele szemben. Jack egy pillanatra elfordul, és mire visszanéz, a férfi már nincs ott.
Kate beszámol Jacknek arról, hogy látta, amint „a Szörny” Locke felé vette az irányt. Jack újból meglátja az öltönyös férfit nem messze, de mire odaér, megint eltűnik. Viszont, megtalálja Locke-ot, aki a halott vaddisznóval tért vissza.
Éjszaka, a túlélők összegyűlnek a meggyújtott géptörzsnél, hogy meghallgassák Claire búcsúbeszédét. Csak Jack nincs jelen az eseményen; egyedül üldögél a parton, a tengert figyelve és gondolkodva. Michael megkérdezi Locke-ot, látta-e „a Szörny”-et, de Locke azt mondja, nem látott semmit. Mosolyogva néz keresztül a tűzön, látva ahogy tolókocsija a lángok martalékává válik.
|  | Itt a vége a cselekmény részletezésének! |